# برانيسلاف ستانكوفيتش
برانيسلاف ستانكوفيتش مواليد 30 مايو 1965 في بييشتاني، تشيكوسلوفاكيا، هو لاعب كرة مضرب سلوفاكي سابق وكان يلعب باليد اليمنى. أعلى تصنيف له في الفردي كان المركز الـ 86 في سنة 1987. أعلى تصنيف له في الزوجي كان المركز الـ 126 في سنة 1991.

## النهائيات

### الزوجي: 1 (1–0)
| الحصيلة | الرقم | السنة | الدورة              | الأرضية | الشريك        | المنافس في النهائي         | النتيجة في النهائي |
| ------- | ----- | ----- | ------------------- | ------- | ------------- | -------------------------- | ------------------ |
| الفوز   | 1.    | 1992  | براغ، تشيكوسلوفاكيا | ترابية  | كاريل نوفاتشك | جوناس بيوركمان جون أيرلاند | 7–5, 6–1           |

## روابط خارجية
- برانيسلاف ستانكوفيتش على موقع رابطة محترفي التنس (الإنجليزية)
- برانيسلاف ستانكوفيتش على موقع الاتحاد الدولي لكرة المضرب (الإنجليزية)
- برانيسلاف ستانكوفيتش على موقع كأس ديفيز (الإنجليزية)
- برانيسلاف ستانكوفيتش على موقع خلاصة التنس.كوم (الإنجليزية)